# Veliki hadronski trkalnik
Veliki hadronski trkalnik (angleško Large Hadron Collider, okrajšano LHC) je kompleks pospeševalnika električno nabitih osnovnih delcev, namenjen za trkanje nasprotnih tokov (žarkov) protonov z zelo veliko kinetično energijo. Glavni cilj je raziskovanje veljavnosti in omejitev standardnega modela, trenutno veljavne teoretične slike v fiziki osnovnih delcev. Predvidevajo, da bo trkalnik potrdil obstoj Higgsovih bozonov, kar bo lahko potrdilo napovedi in manjkajoče vezi v standardnem modelu, ter pojasnilo kako osnovni delci pridobivajo značilnosti, kot je na primer njihova masa.
Veliki hadronski trkalnik je zgradila Evropska organizacija za jedrske raziskave (CERN) in leži ob francosko-švicarski meji pri Ženevi. Projekt vzdržuje in pripravlja več kot osem tisoč fizikov iz več kot petinosemdeset držav ter nekaj sto univerz in laboratorijev. Stroški celotnega projekta so ocenjeni na 3,2 do 6,4 milijard €.
Trkalnik deluje in je trenutno v fazi priprave na trke. Prve žarke so skozi trkalnik spustili 10. septembra 2008, prve visokoenergijske trke pa so predvideli za 21. oktober, ko ga bodo uradno odprli.
Čeprav so v medijih in tudi na državniški ravni razpravljali o njegovi varnosti, v znanstveni srenji verjamejo, da trki ne bodo predstavljali kakšne grožnje. Pri tem so omenjali nevarnost nastanka mikro črnih lukenj, kapljic iz čudne snovi ipd.

## Izgradnja
Trkalnik je trenutno največji pospeševalnik. Prav tako je zmožen doseči največje energije. Leži v krožnem tunelu z obsegom 27 km, 50 do 175 m pod zemljo. 3,8 m širok betonski tunel, ki so ga zgradili med letoma 1983 in 1988, so prej uporabljali za Veliki elektronski-pozitronski trkalnik (LEP). Na štirih mestih prečka mejo med Švico in Francijo, večji del pa leži v Franciji. V zgradbah na površju je pomožna oprema, kot so kompresorji, prezračevalna oprema, nadzorna elektronika in hladilna oprema.
Tunel trkalnika je sestavljen iz dveh med seboj vzporednih žarkovnih cevi, ki se sekata na štirih mestih. Vsaka vsebuje protonski žarek, ki potuje v nasprotnih smereh okrog obroča. 1232 dipolnih magnetov skrbi, da je krožna pot žarkov pravilna, 392 dodatnih kvadrupolnih magnetov pa skrbi za fokusiranje žarkov, da so možnosti interakcije med delci na štirih mestih, kjer se žarka sekata, karseda velike. Vsega skupaj je nameščenih 1600 superprevodnih magnetov z maso 27 ton. Za ohranjanje operativne temperature magnetov 1,9 K je potrebno približno 96 ton kapljevinskega helija. Zaradi tega je Trkalnik največja kriogenska naprava pri temperaturi kapljevinskega helija na svetu.

## Zagon
Trkalnik so prvič poskusno zagnali 10. septembra 2008 in curek delcev uspešno usmerili vzdolž celotnega oboda. Kmalu po tem, 19. septembra, pa je prišlo zaradi okvare v električni povezavi med magneti do izlitja večje količine kapljevinskega helija v predor pod njimi. Popravilo je trajalo več kot eno leto; curek delcev so po celotnem obodu prvič po okvari poslali 20. novembra 2009.